# Сражение при Анкрум-Мур
Сражение при Анкрум-Мур (англ. Battle of Ancrum Moor) — сражение между английскими и шотландскими войсками 27 февраля 1545 года во время англо-шотландской войны 1545—1551 годов.

## Предыстория
В январе 1545 года отряд англичан, располагавшийся в Колдингемском монастыре, напал на город Мелроз, где ограбил не только дома горожан, но и местный монастырь. При этом англичане разбили гробницы и памятники рода графов Ангус. Когда находившийся в это время в Эдинбурге Арчибальд Дуглас, 6-й граф Ангус узнал об этом, то собрал отряд в 300 человек и поклялся жестоко отомстить англичанам. К Дугласу начали стекаться и другие шотландцы. К тому моменту, когда отряд дошел до Мелроуза, он насчитывал уже свыше тысячи человек. 26 февраля 1545 года на помощь Дугласу пришёл отряд Нормана Лесли, насчитывавший 1200 человек.
27 февраля разведка сообщила Дугласу, что английский отряд под командованием Ральфа Эйра стоит лагерем у Анкрум-Мур вблизи города Джедборо. После этого шотландцы спешно выдвинулись в сторону неприятеля и заняли высокий холм, откуда открывался вид на лагерь англичан.

## Силы сторон
Ральф Эйр имел 1500 лёгких всадников, вооружённых копьями и мечами, и 3000 германских ландскнехтов (у некоторых были мушкеты), а также 700 шотландских кавалеристов из числа сторонников англичан.
Отряд Арчибальда Дугласа почти полностью состоял из пехоты с пиками, топорами и мечами (у некоторых было огнестрельное оружие), отряд Нормана Лесли включал также конницу.

## Ход сражения
Ральф Эйр решил атаковать шотландцев, так как считал их очень малочисленными. Первыми вверх по холму начали наступать ландскнехты, за ними шла конница.
Но шотландцы использовали рельеф, чтобы скрыть истинную численность своего войска. Они отбили атаку и двинулись вперёд. Ральф Эйр попытался лично организовать контратаку, но был убит. В это время те 700 шотландских всадников, которые были в войске Эйра, перешли на сторону соотечественников. Лишь сумерки позволили остаткам отряда Ральфа Эйра скрыться, англичане и немцы потеряли около 800 человек, шотландцы — около сотни.
Победа шотландцев помогла на время прекратить набеги англичан на Шотландию.